# Travis Fimmel
Travis Fimmel (* 15. července 1979, Echuca, Victoria) je australský herec a bývalý model. Je známý především díky roli Ragnara Lodbroka v seriálu Vikingové a jako Anduin Lothar ve filmu Warcraft: První střet.

## Život
Travis Fimmel vyrůstal na rodinné farmě v australském státu Victoria jako nejmladší ze tří synů Jennie a Chrise Fimmelových. V 17 letech odešel z domu a přestěhoval se do Melbourne, kde se věnoval australskému fotbalu. Jeho sportovní působení v místním klubu ale ukončila zlomenina nohy. Krátce zde studoval na univerzitě RMIT, studia po roce ale ukončil a přestěhoval se do Londýna, kde pracoval jako barman. Zde taky potkal svého budoucího manažera Davida Seltzera.
V roce 2001 se přestěhoval do Los Angeles a podepsal kontrakt s módní agenturou. Ta mu zařídila roli ve videoklipech Jennifer Lopez nebo Janet Jacksonové. Později byl modelem pro značku Calvin Klein.
V roce 2003 se začal angažovat i jako herec. V září 2004 získal hlavní roli Johna Claytona v drama seriálu Tarzan, kde si zahrál po boku herečky Sarah Wayne Calliesové. Avšak i přes dobré hodnocení kritiků bylo natáčení přerušeno. V roce 2005 získal další seriálovou roli: tentokrát v Rocky Point jako Taj Walters. V roce 2009 hrál společně s Patrickem Swayzem v kriminálním seriálu Zvíře, který ale se smrtí představitele hlavní postavy skončil. Od roku 2013 do roku 2017 ztvárnil postavu Ragnara Lodbroka, jednoho z hlavních protagonistů seriálu Vikingové.
V roce 2016 hrál roli Anduina Lothara ve fantastickém filmu Warcraft: První střet.
Mezi jeho další role patří například postava Caleba/Marcuse v seriálu Raised by Wolves nebo hlavní role Jamesa Cormacka v australském seriálu The Black Snow, který si letos vysloužil dvě nominace v TV Week Logie Awards a který vysílala také britská televizni stanice BBC Four.
V listopadu 2022 byla zveřejněna informace, že dostal hlavní mužskou roli v nadcházejícím seriálu Dune:Prophecy, který by měl být odvysílán na podzim 2024.

### Televize
| Year        | Title                 | Role                | Notes                              |
| ----------- | --------------------- | ------------------- | ---------------------------------- |
| 2003        | Tarzan                | John Clayton/Tarzan | 8 epizod                           |
| 2005        | Rocky Point           | Taj Walters         | TV pilot                           |
| 2006        | Southern Comfort      | Bobby               | TV pilot                           |
| 2009        | The Beast             | Ellis Dove/Carlson  | 13 epizod                          |
| 2010        | Chase                 | Mason Boyle         | 2 epizody                          |
| 2012        | Outlaw Country        | Feron               | Televizni film                     |
| 2012        | BlackBoxTV            | Ted                 | Epizoda: "AZEP: The Reawakening"   |
| 2013–2017   | Vikingové             | Ragnar Lothbrok     | Hlavní role (serie 1–4); 45 epizod |
| 2016        | Warcraft              | Anduin Lothar       | Film                               |
| 2020–2022   | Vychovaní vlky        | Caleb/Marcus        | 18 epizod                          |
| 2022        | That Dirty Black Bag  | Anderson            | 3 epizody                          |
| 2023 - dnes | Black Snow            | James Cormack       | Hlavní role                        |
| 2023        | Caught                | Dingo               | [ 8 ]                              |
| 2024        | Boy Swallows Universe | Lyle Orlik          | [ 9 ]                              |
| 2024        | Dune: Prophecy        | Desmond Hart        | Hlavní role                        |

## Ocenění a Nominace
| Year | Award                        | Category                                  | Work                  | Result          | Ref.   |
| ---- | ---------------------------- | ----------------------------------------- | --------------------- | --------------- | ------ |
| 2013 | IGN Awards                   | Nejlepší TV Hrdina                        | Vikingové             | Šablona:Nom     | [ 10 ] |
| 2021 | Critics' Choice Super Awards | Nejlepší herec v sci-fi/Fantasy Seriál    | Vychován vlky         | Šablona:Nom     | [ 11 ] |
| 2024 | AACTA Awards                 | Nejlepší herec v hlavní roli v dramatu    | Black Snow            | Šablona:Nom     | [ 12 ] |
| 2024 | Logie Awards                 | Nejlepší herec ve vedlejší roli           | Boy Swallows Universe | Šablona:Nom     | [ 13 ] |
| 2025 | AACTA Awards                 | Nejlepší herec ve vedlejší roli v dramatu | Boy Swallows Universe | Šablona:Pending | [ 14 ] |